# Ka Nin Chan
Ka Nin Chan (* 3. Dezember 1949 in Hongkong, Britische Kronkolonie) ist ein kanadischer Komponist und Musikpädagoge.

## Leben
Der aus Hongkong stammende Chan erhielt 1971 die kanadische Staatsbürgerschaft. Bis 1976 studierte er Komposition bei Jean Coulthard und Elliot Weisgarber an der University of British Columbia, danach bei 1983 an der Indiana University bei Bernhard Heiden, Frederick Fox und John Eaton. 1982 war er Teilnehmer der Darmstädter Ferienkurse und wurde Professor für Komposition an der University of Toronto.
1979 erhielt Chan einen Preis beim Wettbewerb für junge Komponisten der Société de Droits d'Exécution du Canada Limitée, 1982 war er Preisträger beim Internationalen Kompositionswettbewerb in Budapest. 1993 und 2001 erhielt er jeweils einen Juno Award für die beste klassische Komposition. Dreimal (1981, 1985 und 1989) war er mit einer Komposition bei den ISCM World Music Days vertreten.

## Werke
- Foung für sinfonisches Holzbläserensemble, 1979
- String Quartet No. 2, Auftragskomposition für das Purcell String Quartet, 1982
- The Everlasting Voices für Horn und Tonband, 1981
- Phantasmagoria, 1986
- Majestic Flair für Klavier solo, 1987
- Ecstasy für Flöte, 1988
- Among Friends, 1993
- Par-ci, par-là, 2001
- Iron Road, Oper, 2001